# Fågelbrolandet

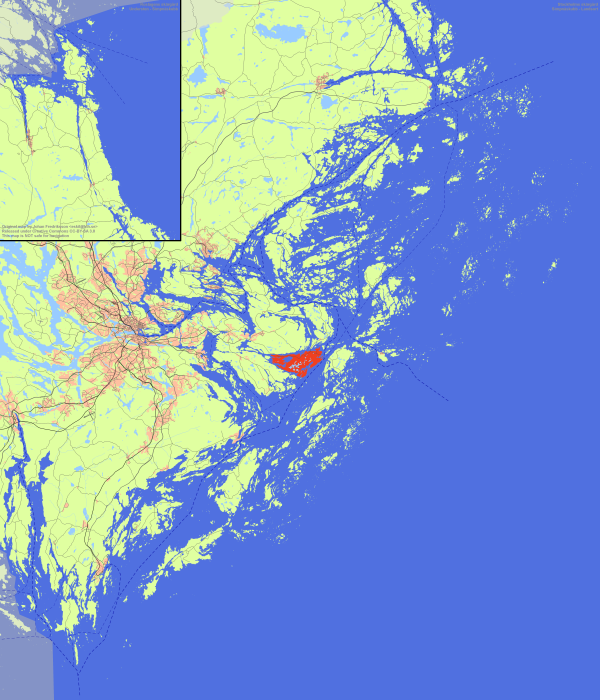
Fågelbrolandets läge i Stockholms skärgård.

Fågelbrolandet är en ö som hör till Värmdö kommun. Den ligger direkt söder om Värmdölandet och öster om Ingarö. Ön är starkt uppsplittrad av vikar och insjöar, bland dem Våmfjärden och Storsjön. Den består av flera tidigare öar med egna namn, till exempel Malmaön, som först på senare århundraden har vuxit samman genom landhöjningen.
Ön har fått sitt namn efter herrgården Fågelbro. Den största orten på Fågelbrolandet är Stavsnäs. Andra orter är Strömma, Malma kvarn, Barnvik och Höl. Värmdöleden passerar över ön, som förbinds med Värmdölandet via Strömmabron.

## Bilder

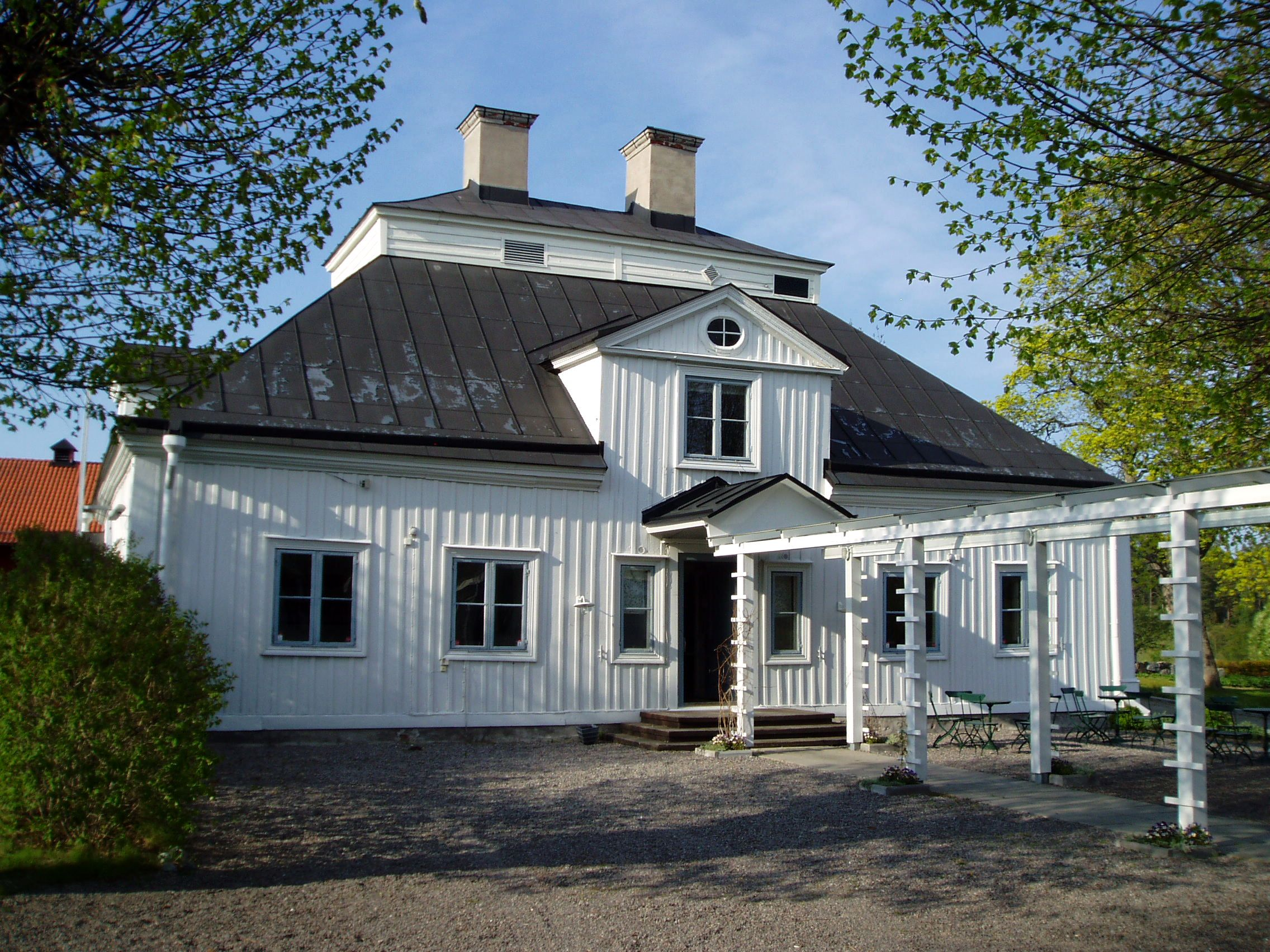
Fågelbro säteri.
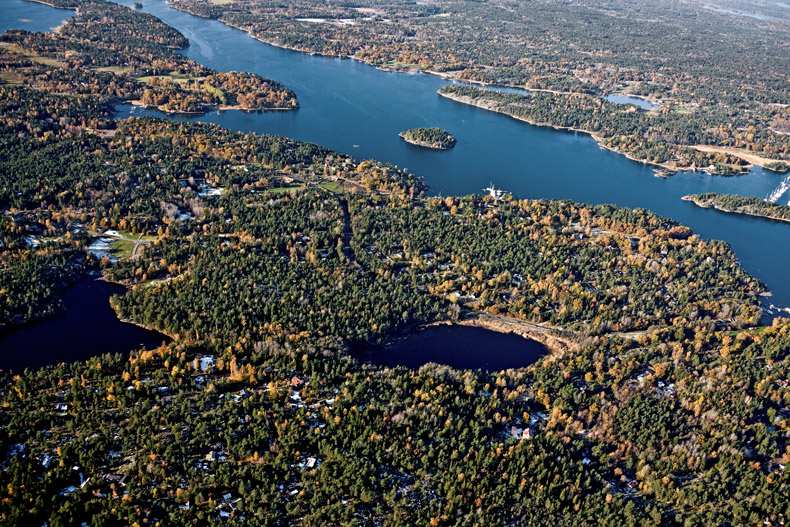
Flygfoto över Barnvik på Fågelbrolandet.
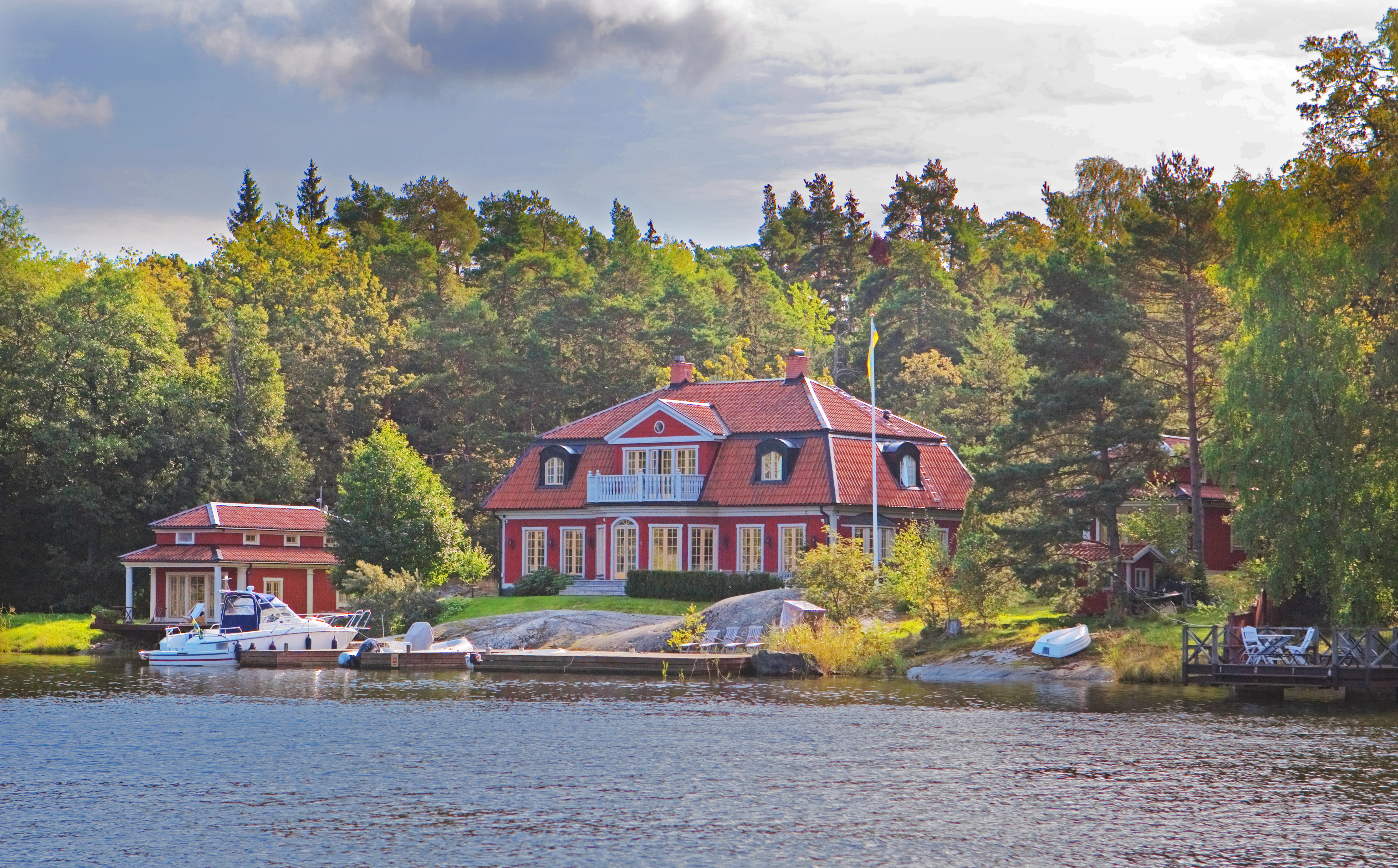
Villa i Fågelbrolandet.